# Tulasnella echinospora
Tulasnella echinospora é uma espécie de fungo pertencente à família Tulasnellaceae.